# LesPAC
 (mai 2023).
L'article doit être relu — et modifié si nécessaire — par des contributeurs indépendants pour apporter un regard critique aux contributions effectuées en violation des conditions d'utilisation de Wikipédia, tant sur la forme (notamment concernant le style encyclopédique, la proportionnalité) que sur le fond (la neutralité de point de vue, la qualité et l'indépendance des sources).
LesPAC est le site internet précurseur des sites d’annonces classées au Québec. Il a été fondé par Jean-François Ménard en 1996. Depuis juin 2019, LesPAC appartient à la société Trader.

## Historique
LesPAC a été créé par Jean-François Ménard au début de l’année 1996. Le site web a été accessible pour la première fois le 15 mars 1996 à l’adresse www.rocler.qc.ca/PAC. À l’origine, il s’agit d’une plateforme proposant à ses utilisateurs d’annoncer des objets à vendre et de contacter des vendeurs gratuitement[réf. nécessaire].

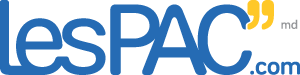
Logo jusqu'à fin 2019.

Le nom de marque LesPAC est une contraction pour Les Petites Annonces Classées qui était le premier nom de l’entreprise créée en 1996. Au fur et à mesure des années et des évolutions de la marque, le nom a été raccourci pour la dénomination LesPAC.
En février 1997, le site est acheté par Cyber Express dont Jean-François Ménard est vice-président.
Le nom de domaine « lespac.com » est enregistré le 8 février 1997. Il est utilisé depuis.
En 2000, LesPAC est acquis par un groupe d’actionnaires indépendants qui nommera Suzanne Moquin comme présidente de LesPAC en 2001.
Début 2004, LesPAC adopte un nouveau modèle économique : les vendeurs doivent désormais payer pour publier une annonce. Le site reste gratuit pour les acheteurs.
En avril 2007, le Groupe Pages Jaunes achète 50 % de l’entreprise pour 10,6 M$. L’autre moitié sera rachetée en mai 2009, mais le coût de la transaction ne sera pas dévoilé.
En septembre 2010, Le Groupe Pages Jaunes lance la plateforme « Promo du jour » qui est distribuée par LesPAC et propose aux internautes des prix bas pour divers services en suivant la logique d’achat groupé.
En novembre 2011, le Groupe Pages Jaunes désire se séparer de LesPAC afin de concentrer son activité sur les services pour les entreprises. Le groupe Technologies Interactives Mediagrif Inc. rachète LesPAC pour 72,5 M$.
Le 8 avril 2016, LesPAC lance une plateforme dédiée aux annonces immobilières : « LesPAC Immo ». Le site réutilise la base de données de LesPAC mais propose une navigation alternative basée sur la localisation des annonces.
Le 1er mars 2017, LesPAC retourne vers la gratuité pour adopter un modèle d’affaires freemium.
En juin 2019 c'est la société Trader qui en devient propriétaire, pour la somme de 19 M$.